# Rio Zuffolone
Il rio Zuffolone, noto anche come torrente Orsone, è un corso d'acqua che scorre in provincia di Novara, tra i Comuni di Agrate Conturbia, Suno, Mezzomerico e Vaprio d'Agogna. Nasce nei boschi di Conturbia, dalle torbiere naturalmente presenti, scorre in direzione sud attraversando la zona collinare del Mottoscarone a Suno e i boschi di Mezzomerico. Attraversato dalla strada che collega Vaprio a Mezzomerico, sfocia nel torrente Terdoppio. Ha una portata di carattere torrentizio, con periodi asciutti in estate e piene autunno-invernali.